# Blue Water-Cycling for Health/Saison 2009
Dieser Artikel listet Erfolge und Mannschaft des Radsportteams Blue Water-Cycling for Health in der Saison 2009 auf.

## Zugänge – Abgänge
| Zugänge                  | Team 2008                       | Abgänge              | Team 2009                                |
| ------------------------ | ------------------------------- | -------------------- | ---------------------------------------- |
| Mads Rydicher            | Differdange-Apiflo Vacances     | Mads Bugge Andersen  | Energy Fyn                               |
| Morten Voss Christiansen | Glud & Marstrand Horsens        | Morten Høberg        | Team Capinordic                          |
| Andreas Frisch           | Team Designa Køkken             | Kristian Sobota      | Team Capinordic                          |
| Glenn Bak                | Team GLS-Pakke Shop             | Daniel Holm Foder    | Team Concordia-Vesthimmerland Procycling |
| Michael Smith Larsen     | Glud & Marstrand Horsens (2005) | Simon Lerbech Jensen | Team Concordia-Vesthimmerland Procycling |
| Niki Byrgesen            | Neoprofi                        | Philip Nielsen       | Team Concordia-Vesthimmerland Procycling |
| Kalle Corneliussen       | Neoprofi                        | Thomas Bendixen      | Karriereende                             |
| Anders Hilligsøe         | Neoprofi                        | Guytan Lilholt       | Unbekannt                                |
| Rasmus Christian Quaade  | Neoprofi                        | Sead Mujacevic       | Unbekannt                                |

## Mannschaft
| Name                     | Geburtstag        | Nationalität | Team 2010                      |
| ------------------------ | ----------------- | ------------ | ------------------------------ |
| Jan Almblad              | 4. September 1985 | Danemark     |                                |
| Glenn Bak                | 7. Juni 1981      | Danemark     | Team Designa Køkken-Blue Water |
| Niki Byrgesen            | 21. Juli 1990     | Danemark     | Team Designa Køkken-Blue Water |
| Morten Voss Christiansen | 21. Januar 1979   | Danemark     | Team Designa Køkken-Blue Water |
| Kalle Corneliussen       | 23. Juli 1987     | Danemark     | Stenca Trading                 |
| Andreas Frisch           | 6. Mai 1986       | Danemark     | Team Energi Fyn                |
| Anders Hilligsøe         | 5. Juni 1987      | Danemark     |                                |
| Michael Johansen         | 26. Januar 1974   | Danemark     |                                |
| Benjamin Justesen        | 1. November 1979  | Danemark     |                                |
| Jacob Kollerup           | 22. März 1981     | Danemark     | Team Designa Køkken-Blue Water |
| Rasmus Christian Quaade  | 7. Januar 1990    | Danemark     | Team Designa Køkken-Blue Water |
| Mads Rydicher            | 30. Mai 1987      | Danemark     |                                |
| Michael Smith Larsen     | 3. Juni 1981      | Danemark     | Stenca Trading                 |